# Władysławin
Władysławin – kolonia w Polsce położona w województwie lubelskim, w powiecie krasnostawskim, w gminie Żółkiewka.
W latach 1975–1998 miejscowość administracyjnie należała do województwa zamojskiego.
Wieś stanowi sołectwo gminy Żółkiewka. Według Narodowego Spisu Powszechnego (III 2011 r.) wieś liczyła 155 mieszkańców. 
23 lipca 1944 r. w odwecie za zabicie oficera SS wieś wraz z sąsiednim Chłaniowem została spalona przez Ukraiński Legion Samoobrony. W sumie w obu miejscach zginęło 44 osoby.